# Praz
Prazul, sau Allium porum, este o plantă erbacee, bienală. Prazul este simbolul național al Țării Galilor, fiind foarte renumit și în Oltenia.

## Origine
Originea prazului este în zona Mediteranei.

## Descrierea
Prazul are o tulpină groasă, albă, cu o lungime de până la 70 cm, cu frunze verzi alungite, cu o lungime de până la 50 cm. Bulbul subteran este mic și alungit, cu un diametru de 4 – 9 cm. În cel de-al doilea an înălțimea tulpinii se dublează, iar pe vârful tulpinii apar florile și semințele. 

## Utilizări medicinale
Prazul este bogat în vitamina C, PP, B6, fier și magneziu. 

Prazul poate fi întrebuințat în tratamentul unor diverse afecțiuni: arterioscleroză, acnee, afecțiuni respiratorii, hemoragie nazală, îndepărtarea roșeții tenului, tuse, ragușeală, laringită, faringită, elimină viermii intestinali. 

Prazul este un bun laxativ, fiind recomandat persoanelor ce sufera de constipație, este calmant și diuretic. Poate fi utilizat și la îngrijirea părului, pentru oferirea unor reflexe deosebite (decoct de praz). 